# Santo Antônio da Cachoeira

A região de Santo Antônio da Cachoeira é localizada no município de Laranjal do Jari (AP) as margens do Rio Jari e ao leste de Almeirim (PA), ficando a cerca de 270 km de distância da capital estadual do Amapá. É principalmente conhecida pela Cachoeira de Santo Antônio do Jari, por qual recebe o seu nome, sendo a grande atração turística da região e uma das maiores do estado.